# Eisenbahnknoten Prag

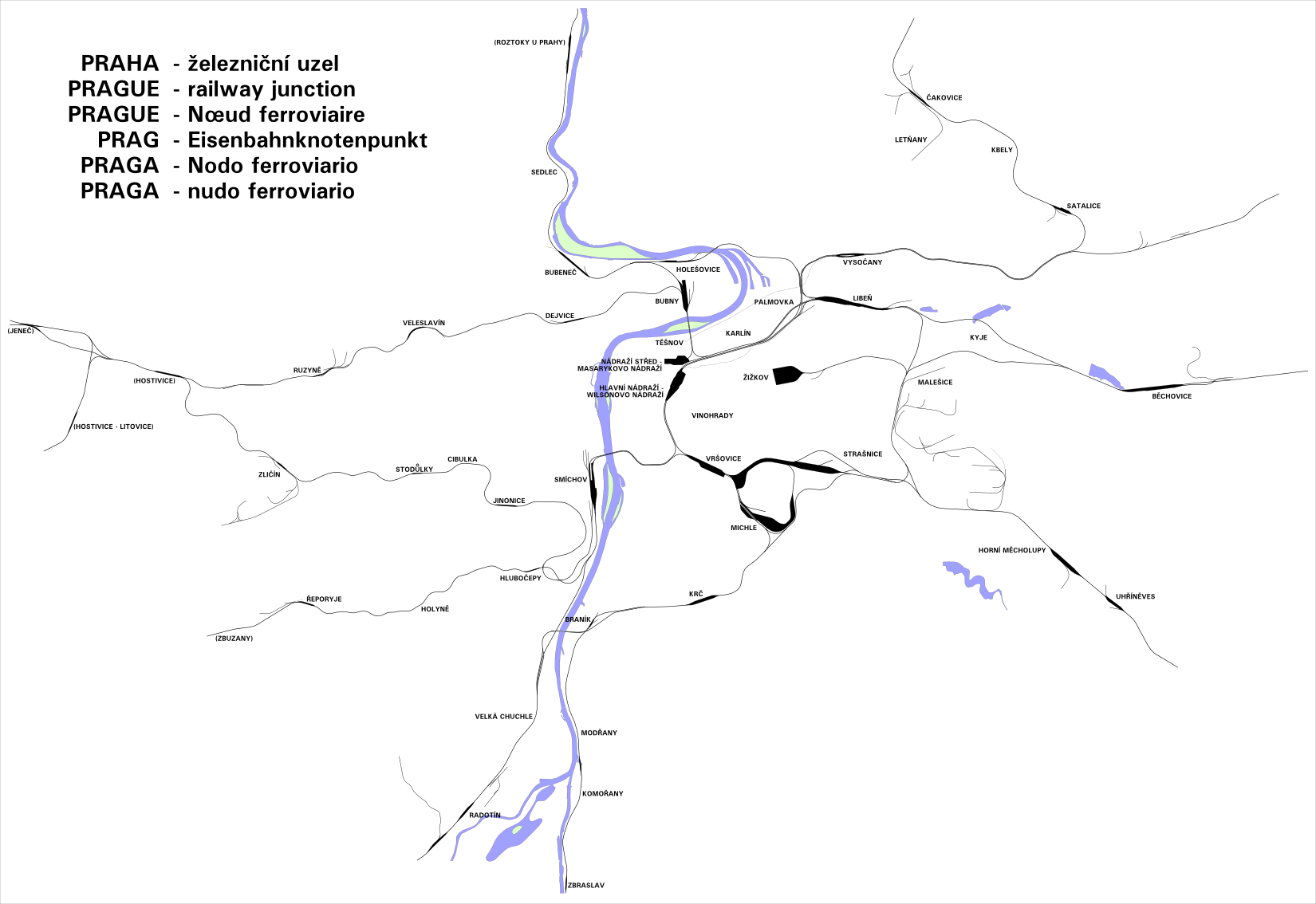
Schema des Eisenbahnknotens Prag (2010)

Der Eisenbahnknoten Prag (tschech. Železniční uzel Praha) ist der größte und bedeutendste Eisenbahnknoten in Tschechien. Er verknüpft fünf zweigleisige und vier eingleisige Hauptbahnen sowie eine Nebenbahn miteinander. Drei der Strecken sind Teil des  TEN-Korridors 22 von Athen, der sich hier in die Äste nach Nürnberg und Dresden verzweigt.

## Geschichte

### Elektrifizierung

Elektrischer Betrieb 1927 / 1951

#### Beginn der Elektrifizierung ab 1924
Im Jahr 1924 entschied das Ministerium der Eisenbahn der Ersten Tschechoslowakischen Republik (ČSR) ein Projekt zur Elektrifizierung des Prager städtischen Knotens. Ziel war das Verringern des Dampfbetriebes im Stadtgebiet und insbesondere in den Tunneln der Prager Verbindungsbahn – mit Ausnahme der Fernzüge, die wegen der Fahrzeitverluste beim Umspannen weiter mit Dampflokomotiven bespannt wurden. Gleichzeitig folgte eine Legalisierung der Elektrolokomotive auf den Trassen, wo die Elektrifizierung beschlossen war.
Beim Bau des Vorhabens ließ man sich von den Erfahrungen der früher erstellten elektrischen Strecken Prag–Dobříš, der Bahnstrecke Tábor–Bechyně und der Hohenfurther Elektrischen Lokalbahn leiten. Entsprechend entschied man sich für den Betrieb mit Gleichspannung von 1500 Volt und einer negativ polarisierten Fahrleitung.
Auf folgenden innerstädtischen Strecken wurde die Elektrifizierung durchgeführt (siehe Skizze):
1. Wilson-Bahnhof–Libeň horn. nadr.,
2. Wilson-Bahnhof–Vysočany,
3. Wilson-Bahnhof–Vršovice,
4. Wilson-Bahnhof–Smíchov,
5. Smíchov–Vršovice.

Bereits früh während der Arbeiten erkannte man, dass nicht alle Gleise in den Bahnhöfen mit Fahrleitung überspannt werden konnten. Daher entschied man sich für den Bahnhofsverschub zur Beschaffung von Akkulokomotiven. Und so war die erste elektrische Lokomotive im Wilson-Bahnhof eine Akkulokomotive der ČSD-Baureihe E 407.0, mit der im Mai 1926 der Betrieb des elektrischen Netzes im Prager Knoten eröffnet wurde.
Bauausführung und technische Beschreibung
An dem Bau der elektrischen Verbindungsbahn waren die Firmen František Křižík, AEG, ČKD und Škoda beteiligt. Am Wilson-Bahnhof entstand eine Übergabestelle. Die Fahrleitungsmasten wurden alle 50–70 m aufgestellt, je nach Gleislage und Möglichkeit der Abspannung der Tragseile. Interessant ist auch die Auswahl der Materialien für die Tragseile. Auf den Hauptgleisen waren Doppelseile mit einem Querschnitt von 100 mm² vorgeschrieben, ansonsten wählten die Firmen Querschnitte und Material nach ihren Erfahrungen. Die Firma Křižík mit ihrem Arbeitspartner AEG wählten Tragseile aus Stahl von 50 mm², die Firma ČKD solche mit 200 mm² aus Weichbronze und die Firma Škoda Seile mit 95 mm² aus harter Bronze.
Fahrzeugeinsatz
| Baureihe             | Baujahre  | Einsatz im Prager Knoten | Eingesetzte Anzahl |
| -------------------- | --------- | ------------------------ | ------------------ |
| ČSD-Baureihe E 203.0 | 1913      | 1945–1952                | 1                  |
| ČSD-Baureihe E 407.0 | 1926      | 1926–1962                | 2                  |
| ČSD-Baureihe E 416.0 | 1943      | 1943–1962                | 8                  |
| ČSD-Baureihe E 417.0 | 1931      | 1931–1962                | 1                  |
| ČSD-Baureihe E 225.0 | 1906      | 1906–1962                | 1                  |
| ČSD-Baureihe E 423.0 | 1927      | 1927–1962                | 2                  |
| ČSD-Baureihe E 424.0 | 1928      | 1928–1962                | 2                  |
| ČSD-Baureihe E 424.1 | 1927      | 1927–1961                | 2                  |
| ČSD-Baureihe E 436.0 | 1927      | 1927–1962                | 4                  |
| ČSD-Baureihe E 465.0 | 1927      | 1927–1962                | 2                  |
| ČSD-Baureihe E 467.0 | 1927      | 1927–1962                | 5                  |
| ČSD-Baureihe E 466.1 | 1927      | 1927–1962                | 5                  |
| ČSD-Baureihe E 666.0 | 1927–1939 | 1951–1962                | 3                  |

#### Weitere Entwicklung der Elektrifizierung ab 1957
Am 7. November 1957 erreichte die Fernbahnelektrifizierung mit 3 kV den Prager Raum. Um den Lokomotivdurchlauf zu vereinfachen, wechselte man zuerst die Polarität im Prager Knoten. Damit konnten die auf den Betrieb mit 3 kV ausgelegten Triebfahrzeuge mit verringerter Leistung im Stadtgebiet weiterfahren. Am 15. Mai 1962 wurde dann die Fahrdrahtspannung an das übrige Fernbahnnetz angeglichen.
Bis 2045 soll die Fahrleitungsspannung im Knoten (wie im ganzen Land) auf Wechselspannung 25 kV 50 Hz umgestellt werden.

### Erweiterungen des Streckennetzes nach 1945
Unter anderem mit folgenden Erweiterungen des Streckennetzes (Verbindungsstrecken und Streckenverlegungen) konnte die Leistungsfähigkeit des Eisenbahnknotens Prag erheblich gesteigert werden:
- Bahnstrecke Praha-Vršovice–Praha-Radotín als Teil einer Güterzugumfahrung (Inbetriebnahme 1960)
- Bahnstrecke Praha-Libeň–odb. Stromovka zur Beschleunigung des internationalen Reisezugverkehrs unter Umgehung des Kopfbahnhofes Praha Masarykovo nádraží  (Inbetriebnahme 1980)
- Nové spojení (Neue Verbindung) zur verbesserten Anbindung des Hauptbahnhofs Richtung Norden (schrittweise Inbetriebnahme ab 2008)